# Fissidens victorialis
Fissidens victorialis là một loài Rêu trong họ Fissidentaceae. Loài này được Mitt. mô tả khoa học đầu tiên năm 1882.